# نادي سينت ترويدن
نادي سينت ترويدن الملكي لكرة القدم (بالهولندية: Koninklijke Sint-Truidense Voetbalvereniging) نادي كرة قدم بلجيكي يلعب في دوري الدرجة الممتازة. تم تأسيس النادي في عام 1924.

## روابط خارجية
- Sint-Truidense V.V.